# Вільгельм фон Мюллер-Рінцбург
Вільгельм фон Мюллер-Рінцбург (нім. Wilhelm von Müller-Rienzburg; 12 серпня 1875, Клагенфурт-ам-Вертерзе — 6 травня 1963, Клагенфурт-ам-Вертерзе) — австро-угорський, австрійський і німецький офіцер, генерал-майор люфтваффе.

## Біографія
18 серпня 1896 року вступив у австро-угорську армію. Учасник Першої світової війни, після завершення якої продовжив службу в австрійській армії. 31 серпня 1924 року вийшов у відставку.
10 березня 1941 року переданий в розпорядження люфтваффе і призначений офіцером відділу мототранспорту в штабі командування 4-го повітряного флоту, 23 червня 1941 року — 8-ї авіаційної області, 1 грудня 1941 року — авіаційної області «Кіль». 6 червня 1942 року звільнений у відставку.

## Звання
- Лейтенант (18 серпня 1896)
- Обер-лейтенант (1 листопада 1900)
- Гауптман (1 травня 1910)
- Майор (1 листопада 1916)
- Оберст-лейтенант (1 січня 1920)
- Оберст запасу (8 липня 1921)
- Оберст (1 грудня 1922)
- Генерал-майор запасу (7 серпня 1924)
- Генерал-майор (10 березня 1941)

## Нагороди
- Ювілейна пам'ятна медаль 1898
- Ювілейний хрест
- Медаль «За військові заслуги» (Австро-Угорщина)
  - бронзова
  - бронзова з мечами
- Хрест «За військові заслуги» (Австро-Угорщина) 3-го класу з військовою відзнакою і мечами
- Хрест «За вислугу років» (Австрія) 2-го класу для офіцерів (25 років)
- Пам'ятна військова медаль (Австрія) з мечами
- Почесний хрест ветерана війни з мечами